# 卡吾力·托卡
卡吾力·托卡（1919年？—？），维吾尔族，新疆库车县阿拉哈格乡库纳斯村人，中华人民共和国全国劳动模范。

## 生平
卡吾力·托卡是全国劳动模范，曾任库车县阿拉哈格乡党委副书记、第五届全国政协委员、新疆维吾尔自治区人大代表。
1997年4月29日是伊斯兰教的古尔邦节。当日凌晨6时许，以牙生·毛拉买提为首的10多名武装恐怖分子分别闯进卡吾力·托卡和当地其他3位维吾尔族基层干部家，制造了系列暗杀案。恐怖分子向卡吾力·托卡家投掷2枚炸弹，致使卡吾力·托卡及其妻重伤。卡吾力·托卡的弟弟阿吾力·托卡遭恐怖分子连刺7刀身亡，其妻被恐怖分子用刀刺后又遭到枪击身亡。卡吾力·托卡之子艾尼瓦尔·卡吾力遭恐怖分子连刺9刀，头部遭到枪击身亡，其妻被刺8刀、头部中两枪身亡。维吾尔族村干部加如甫·买买提明也被刺成重伤。